# أوغلي
أوغلي هي قرية في مقاطعة تبريز، إيران. عدد سكان هذه القرية هو 738 في سنة 2006.